# Z/X
Z/X, anche noto come Z/X Zillions of Enemy X, è un gioco di carte collezionabili giapponese coprodotto da Nippon Ichi e Broccoli. Un adattamento manga ha iniziato la serializzazione sul V Jump di Shūeisha nel settembre 2012. Un videogioco per PlayStation 3, intitolato Z/X: zekkai no crusade (絶界の聖戦?, Z/X: zekkai no kuruseido), è stato pubblicato il 23 maggio 2013. Un adattamento anime dal titolo Z/X Ignition, prodotto da Telecom Animation Film, è stato trasmesso in Giappone tra il 9 gennaio e il 3 aprile 2014. Un secondo anime ispirato alla serie è stato annunciato nel 2015.

## Trama
La storia è ambientata in un futuro non troppo lontano nel quale improvvisamente sulla Terra compaiono cinque "buchi neri", portali di mondi paralleli dai quali escono in breve tempo creature e abitanti di altri mondi, in realtà provenienti dalla Terra nel futuro di diverse linee temporali. Gli invasori presto iniziano a combattersi a vicenda per la supremazia, lotta a cui dovranno unirsi anche gli abitanti del presente per la loro sopravvivenza.

## Personaggi
Asuka Tennōji (天王寺 飛鳥?, Tennōji Asuka)
Doppiato da: Hiro Shimono
Ayase Kamiyugi (上柚木 綾瀬?, Kamiyugi Ayase)
Doppiata da: Miyuki Sawashiro
Azumi Kagamihara (各務原 あづみ?, Kagamihara Azumi)
Doppiata da: Yui Ogura
Mikado Kurosaki (黒崎 神門?, Kurosaki Mikado)
Doppiato da: Yūichi Nakamura
Chitose Aoba (青葉 千歳?, Aoba Chitose)
Doppiata da: Maaya Uchida
Sera Kurashiki (倉敷 世羅?, Kurashiki Sera)
Doppiata da: Hisako Kanemoto
Misaki Yuzuriha (弓弦羽 ミサキ?, Yuzuriha Misaki)
Doppiata da: Kaori Ishihara
Aina Mikage (御影 藍那?, Mikage Aina)
Doppiata da: Yurika Endō
Fierte (フィエリテ?, Fierite)
Doppiata da: M・A・O
Rigel (リゲル?, Rigeru)
Doppiata da: Aya Uchida

## Media

### Manga
Un adattamento manga di Karegashi Tsuchiya ha iniziato la serializzazione sulla rivista V Jump di Shūeisha nel settembre 2012. Il primo volume tankōbon è stato pubblicato il 4 luglio 2013 e al 3 luglio 2015 ne sono stati messi in vendita in tutto sei.

#### Volumi
| Nº | Data di prima pubblicazione | Data di prima pubblicazione | Data di prima pubblicazione |
| Nº | Giapponese                  | Giapponese                  |                             |
| -- | --------------------------- | --------------------------- | --------------------------- |
| 1  | 4 luglio 2013               | ISBN 978-4-08-870779-2      |                             |
| 2  | 4 febbraio 2014             | ISBN 978-4-08-880019-6      |                             |
| 3  | 4 novembre 2014             | ISBN 978-4-08-880183-4      |                             |
| 4  | 3 luglio 2015               | ISBN 978-4-08-880433-0      |                             |
| 5  | 2 maggio 2016               | ISBN 978-4-08-880679-2      |                             |
| 6  | 31 dicembre 2016            | ISBN 978-4-08-880893-2      |                             |

### Anime
Una serie televisiva anime, prodotta da Telecom Animation Film e diretta da Yūji Yamaguchi, è andata in onda dal 9 gennaio al 4 aprile 2014. Le sigle di apertura e chiusura sono rispettivamente Ex：Futurize di Yōko Hikasa e Monochrome Overdrive (モノクロームオーバードライブ?, Monokurōmu Ōbādoraibu) di Yurika Endō. In varie parti del mondo gli episodi sono stati trasmessi in streaming in simulcast da Crunchyroll.

#### Episodi
| Nº | Titolo italiano (traduzione letterale) Giapponese 「Kanji」 - Rōmaji | In onda          | In onda |
| Nº | Titolo italiano (traduzione letterale) Giapponese 「Kanji」 - Rōmaji | Giapponese       |         |
| 1  | Fase 1 「PHASE 1」                                                   | 9 gennaio 2014   |         |
| 2  | Fase 2 「PHASE 2」                                                   | 16 gennaio 2014  |         |
| 3  | Fase 3 「PHASE 3」                                                   | 23 gennaio 2014  |         |
| 4  | Fase 4 「PHASE 4」                                                   | 30 gennaio 2014  |         |
| 5  | Fase 5 「PHASE 5」                                                   | 6 febbraio 2014  |         |
| 6  | Fase 6 「PHASE 6」                                                   | 20 febbraio 2014 |         |
| 7  | Fase 7 「PHASE 7」                                                   | 27 febbraio 2014 |         |
| 8  | Fase 8 「PHASE 8」                                                   | 6 marzo 2014     |         |
| 9  | Fase 9 「PHASE 9」                                                   | 13 marzo 2014    |         |
| 10 | Fase 10 「PHASE 10」                                                 | 20 marzo 2014    |         |
| 11 | Fase 11 「PHASE 11」                                                 | 27 marzo 2014    |         |
| 12 | Fase finale 「END PHASE」                                            | 3 aprile 2014    |         |